# Cyclosa turvo
Cyclosa turvo är en spindelart som beskrevs av Levi 1999. Cyclosa turvo ingår i släktet Cyclosa och familjen hjulspindlar. Inga underarter finns listade i Catalogue of Life.